# Ivan Brenčun
Ivan Brenčun (* 30. August 1991 in Zagreb, SR Kroatien) ist ein kroatischer Eishockeyspieler, der seit 2009 beim KHL Medveščak Zagreb unter Vertrag steht und mit dem Klub seit 2017 in der International Hockey League spielt.

## Karriere
Ivan Brenčun begann seine Karriere als Eishockeyspieler in seiner Heimatstadt in der Nachwuchsabteilung des KHL Mladost Zagreb, für dessen erste Mannschaft er von 2008 bis 2009 in der benachbarten slowenischen Eishockeyliga aktiv war. Anschließend wechselte der Angreifer zu dessen Stadtnachbarn KHL Medveščak Zagreb, der zur Saison 2009/10 in die Österreichische Eishockey-Liga aufgenommen worden war. Brenčun wurde jedoch in der zweiten Mannschaft des Klubs eingesetzt, die in der kroatischen Liga spielte und mit der er von 2010 bis 2017 ununterbrochen kroatischer Meister wurde. In der Saison 2010/11 wurde er auch in der Slohokej Liga im Team Zagreb, einer Kooperation der beiden Zagreber Vereine Medveščak und Mladost eingesetzt. Seit 2017 spielt er mit seiner Mannschaft in der International Hockey League.
Während der Saison 2018/19 absolvierte er auch einige Spiele für den Klub in der Erste Bank Eishockey Liga.

### International
Für Kroatien nahm Brenčun im Juniorenbereich an den Division-II-Turnieren der U-18-Weltmeisterschaften 2008 und 2009 und der U-20-Weltmeisterschaft 2009 sowie den Turnieren der Division I der U-20-Weltmeisterschaften 2010 und 2011 teil. 
Im Seniorenbereich stand er erstmals bei den Olympiaqualifikationsturnieren für die Olympischen Winterspiele 2014 im September und November 2012 im Aufgebot seines Landes. Dabei konnten die Kroaten die Vorqualifikation noch gewinnen, schieden dann aber in der ersten Qualifikationsrunde nach drei Niederlagen aus. Bei der Division-II-Weltmeisterschaft 2013 im heimischen Zagreb gelang Brenčun mit seinem Team dann nach fünf Siegen in fünf Spielen der Aufstieg in die Division I. Dort belegte er mit der Mannschaft vom Balkan 2014 auf Anhieb den zweiten Platz in der Gruppe B, nur einen Punkt hinter A-Gruppen-Aufsteiger Polen. Auch 2015, 2017 und 2018 spielte er für Kroatien in der Division I. Zudem vertrat er seine Farben bei der Olympiaqualifikation für die Winterspiele in Pyeongchang 2018.

## Erfolge und Auszeichnungen
- 2010 Kroatischer Meister mit dem KHL Medveščak Zagreb
- 2011 Kroatischer Meister mit dem KHL Medveščak Zagreb
- 2012 Kroatischer Meister mit dem KHL Medveščak Zagreb
- 2013 Kroatischer Meister mit dem KHL Medveščak Zagreb
- 2014 Kroatischer Meister mit dem KHL Medveščak Zagreb
- 2015 Kroatischer Meister mit dem KHL Medveščak Zagreb
- 2016 Kroatischer Meister mit dem KHL Medveščak Zagreb
- 2017 Kroatischer Meister mit dem KHL Medveščak Zagreb

### International
- 2009 Aufstieg in die Division I bei der U20-Junioren-Weltmeisterschaft der Division II
- 2013 Aufstieg in die Division I, Gruppe B, bei der Weltmeisterschaft der Division II, Gruppe A